# Papaver popovii
Papaver popovii là một loài thực vật có hoa trong họ Anh túc. Loài này được Sipliv. mô tả khoa học đầu tiên.